# Tschornyje Semli
Das Naturreservat Tschornyje Semli (russisch Чёрные земли) ist ein Schutzgebiet in Kalmückien im südwestlichen Russland. Es wird von Steppen- und Halbwüstenvegetation dominiert und bedeckt eine Fläche von 1220 Quadratkilometern. Tschornyje Semli ist Heimat der bedrohten Saiga. Außerdem kommen Wölfe, Tigeriltisse und Steppenfüchse im Gebiet vor.
Das Schutzgebiet wurde im Jahr 1993 gegründet und besteht aus zwei nicht miteinander verbundenen Teilen, einer größeren Zone mit etwa 910 Quadratkilometern und einer kleineren Zone mit etwa 309 Quadratkilometern. Die größere Zone liegt in der Mitte Kalmückiens und schützt die halbwüstenartigen Trockengebiete der Kaspischen Tiefländer, während die kleinere Zone im äußersten Nordwesten der Republik Kalmückien in der Manytschniederung liegt und deutlich feuchter ist. Tschornyje Semli ist vor allem von großer Bedeutung, weil hier wichtige Wurfplätze der europäischen Population der Saigaantilope liegen. Wölfe sind häufig und bisweilen wird ihnen nachgesagt, die Saigapopulationen zu bedrohen. Das Gebiet um das Reservat ist zudem eines der letzten Vorkommensgebiete des Tigeriltis. Weitere Säugetierarten sind der Steppenfuchs, der Langohrigel, der Feldhase, das Kleinziesel sowie Pferdespringer, Hamster und die Raufuß-Springmaus. Zahlreiche Greifvögel, wie Steppenadler, Kaiseradler und Adlerbussard kommen vor. Seeadler suchen bisweilen weitab von den Küsten über der Steppe nach Nahrung. Auch Schmutzgeier, Mönchsgeier und Gänsegeier suchen die Herden der Saigas auf um unter den neugeborenen Antilopen Beute zu machen. Einer der auffälligsten Vögel ist darüber hinaus der Jungfernkranich.